# Aghlal
Aghlal (em árabe: أغلال) é uma comuna localizada na província de Aïn Témouchent, no noroeste da Argélia. Em 2010, sua população era de 7 146 habitantes.